# Apollon Nikolayevich Maykov
Apollon Nikolayevich Maykov (tiếng Nga: Аполлон Николаевич Майков; 4 tháng 6 năm 1821 – 20 tháng 3 năm 1897) là nhà thơ Nga, viện sĩ thông tấn Viện Hàn lâm Khoa học Sankt-Peterburg (1853).

## Tiểu sử
Apollon Maykov sinh ở Moskva, con trai của Nikolay Apollonovich Maykov, là nhà quý tộc, họa sĩ, viện sĩ. Mẹ và các anh chị em của Apollon Maykov đều là những nhà văn, nhà phê bình, dịch giả. Năm 1834 cả gia đình chuyển về Sankt-Peterburg. Trong thời gian 1837–1841 ông học luật ở Đại học Sankt-Peterburg, đầu tiên say mê hội họa nhưng về sau đã dành toàn bộ sức lực cho thơ ca.

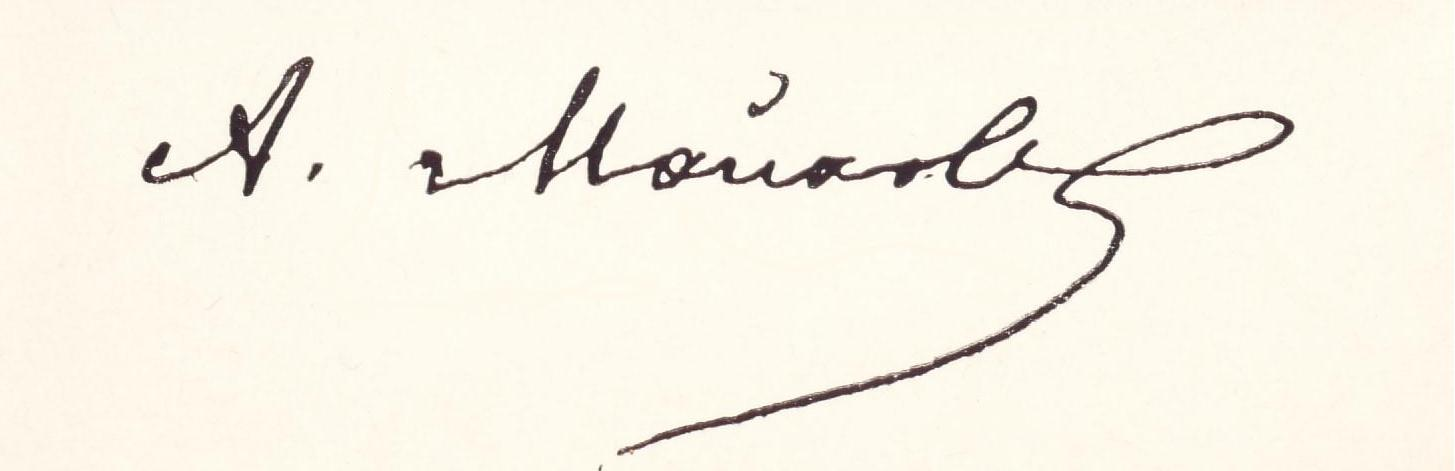
Chữ ký của Apollon Maykov

Năm 1842 được Nga hoàng Nikolai I cho đi du lịch ở nước ngoài, ông sang Ý, Pháp, Đức và Đế chế Áo-Hung. Năm 1844 trở về Nga, ông làm việc ở Bảo tàng Rumyantsev, gặp gỡ và làm quen với Vissarion Belinsky, Nikolay Alexeyevich Nekrasov, Ivan Sergeyevich Turgenev. Thời kỳ này ông trở thành nhà thơ nổi tiếng, thường xuyên được in thơ trên những tạp chí uy tín nhất, ông cũng là người thường xuyên tham gia các buổi đọc thơ trước công chúng và giành được sự mến mộ của bạn đọc. Thời kỳ tiếp theo ông làm cố vấn và sau đó là chủ tịch của Hội đồng kiểm duyệt văn học nước ngoài. Năm 1870 ông dịch xong tác phẩm Слова о полку Игореве (Câu chuyện về cuộc hành binh Igor) ra tiếng Nga hiện đại, ngoài ra, ông còn dịch nhiều tác phẩm thơ cổ điển của Hy Lạp, Tây Ban Nha, Belarus, Serbia, các tác phẩm của Heinrich Heine, Adam Mickiewicz, Johann Wolfgang von Goethe... Năm 1882 ông được tặng Giải thường Puskin của Viện Hàn lâm Khoa học Nga.
Apollon Maykov mất ở Sankt-Peterburg năm 1897.

## Tác phẩm
- Сборник «Стихотворения» (1842)
- Поэма «Две судьбы» (1845)
- Поэма «Машенька» (1846)
- Поэма «Савонарола» (1851)
- Поэма «Клермонтский собор» (1853)

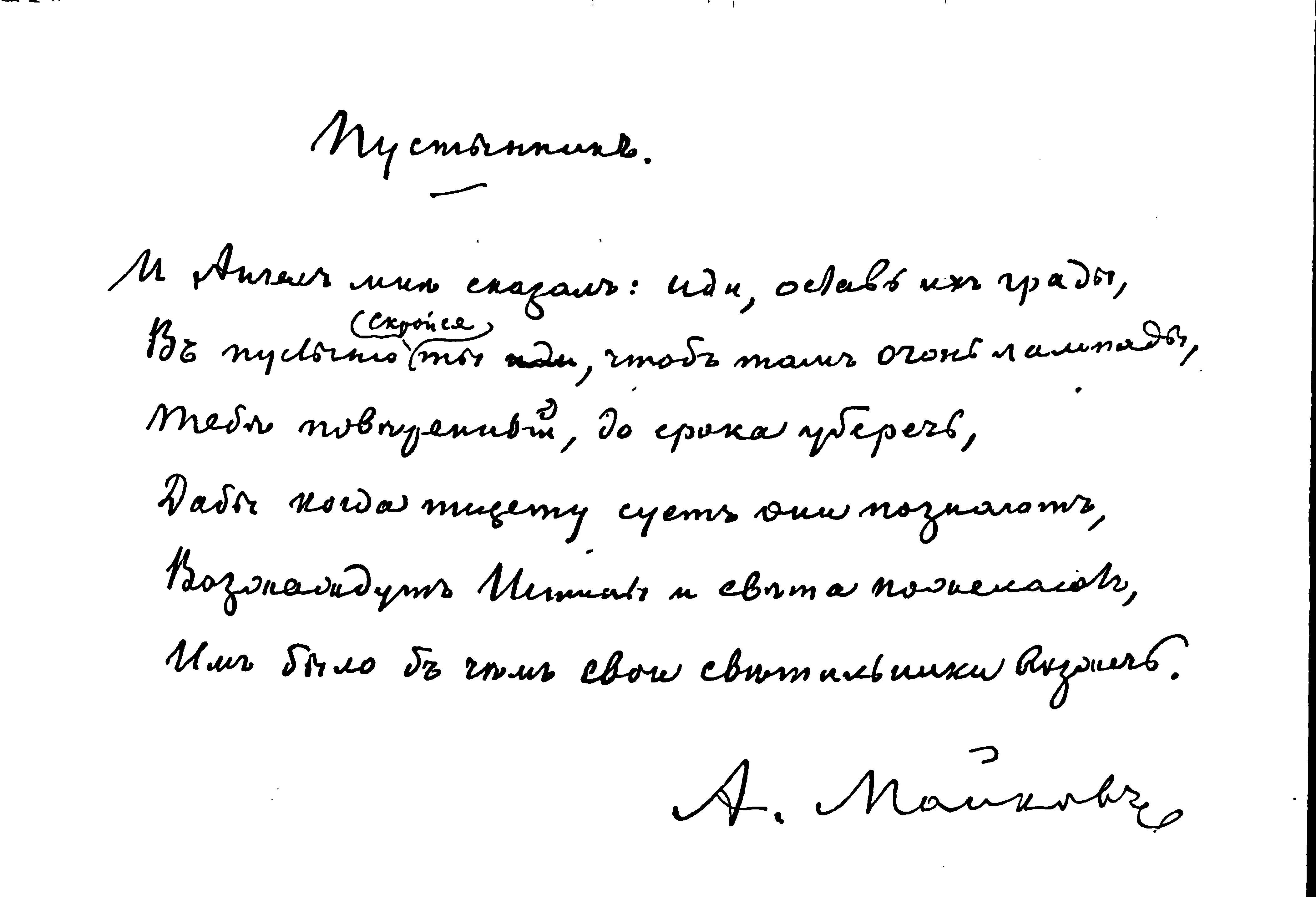
Bản viết tay bài thơ Pustynnik

- Цикл стихов «В антологическом роде»
- Цикл стихов «Века и народы»
- Цикл стихов «Вечные вопросы»
- Цикл стихов «Неаполитанский альбом»
- Цикл стихов «Новогреческие песни»
- Цикл стихов «Отзывы истории»
- Цикл стихов «Очерки Рима»
- Драма «Два мира» (1872)
- Драма «Три смерти» (1851)
- Драма «Смерть Люция» (1863)

## Một vài bài thơ
| Fortunata Ах, люби меня без размышлений, Без тоски, без думы роковой, Без упреков, без пустых сомнений! Что тут думать? Я твоя, ты мой! Все забудь, все брось, мне весь отдайся!.. На меня так грустно не гляди! Разгадать, что в сердце, не пытайся! Весь ему отдайся - и иди! Я любви не числю и не мерю; Нет, любовь есть вся моя душа. Я люблю - смеюсь, клянусь и верю... Ах, как жизнь, мой милый, хороша!.. Верь в любви, что счастью не умчаться, Верь, как я, о гордый человек, Что нам ввек с тобой не расставаться И не кончить поцелуя ввек... Из Аполлодора Гностика Не говори, что нет спасенья, Что ты в печалях изнемог: Чем ночь темней, тем ярче звезды, Чем глубже скорбь, тем ближе бог... Из Аполлодора Гностика Дух века ваш кумир: а век ваш - краткий миг. Кумиры валятся в забвенье, в бесконечность... Безумные! ужель ваш разум не постиг, Что выше всех веков - есть Вечность!... В чем счастье?.. В чем счастье?.. В жизненном пути Куда твой долг велит - идти, Врагов не знать, преград не мерить, Любить, надеяться и - верить. В альбом Жизнь еще передо мною Вся в видениях и звуках, Точно город дальний утром, Полный звона, полный блеска!.. Все минувшие страданья Вспоминаю я с восторгом, Как ступени, по которым Восходил я к светлой цели... | Fortunata Hãy yêu anh, đừng suy nghĩ trầm ngâm Đừng buồn bã, đừng nghĩ điều bất hạnh Đừng trách cứ hay nghi ngờ trống vắng! Nghĩ suy gì? Anh của em, em của anh! Hãy quên hết, và trao hết cho anh!.. Và em đừng nhìn anh buồn bã thế! Đừng cố đoán ra con tim em nhé Em đi đi – và trao hết cho tim! Vì anh không hề đo đếm gì tình Không, tình yêu là tâm hồn anh đó Anh yêu, tin và anh tuyên thệ… Em như cuộc đời biết mấy đẹp xinh! Hạnh phúc sẽ không biến mất trong tình Em hãy tin, người kiêu hãnh, như anh Rằng đến muôn đời mình không từ giã Và nụ hôn đến muôn thuở nghe em… Đừng nói rằng không có niềm cứu rỗi Rằng em rã rời trong nỗi buồn thương: Đêm càng tối ngôi sao càng chói lọi Càng đau thương càng thấy Chúa gần hơn. Hồn thế kỷ Hồn thế kỷ là thần tượng của các anh mà thế kỷ của các anh là khoảnh khắc ngắn ngủi. Thần tượng sẽ rơi vào quên lãng, vô cùng… Hỡi những kẻ điên cuồng! chẳng lẽ lý trí của các anh không hiểu nổi Rằng cao hơn mọi thế kỷ là cõi Vĩnh hằng!… Hạnh phúc là gì?… Hạnh phúc là gì?… Trên con đường của mình Nghĩa vụ sai khiến anh về đâu – hãy đến Không biết kẻ thù, không đo điều ngăn cản Hãy yêu, hãy hy vọng, hãy tin. Ghi vào Albom Cuộc đời hãy còn trước mặt tôi đây Tất cả trong mắt nhìn, tai nghe tiếng Giống như một thành phố xa buổi sớm Đầy âm thanh và ánh sáng đầy!.. Và tất cả những khổ đau ngày trước Tôi nhớ về với một vẻ hân hoan Như những bậc thang để tôi bước lên Những bậc thang dẫn tôi về mục đích… Bản dịch của Nguyễn Viết Thắng. |